# Iacopo Maggiolo
Iacopo Maggiolo (... – Genova, ca. 1605) è stato un cartografo italiano.
Era noto anche come Jacopo o Giacomo.

## Biografia

Giacomo Maggiolo.- Portolan chart of the Mediterranean Sea and the Black Sea, 1573

Appartenente ad una famiglia di cartografi genovesi, Iacopo era il figlio minore di Vesconte e fratello di Giovanni Antonio. Dal 1529, quando era probabilmente ancora bambino, ricoprì insieme al padre l'incarico ufficiale di "Magister cartarum pro navigando" per la Repubblica di Genova, sostituendolo del tutto alla sua morte. Come quella del padre, la produzione cartografica di Iacopo, molto prolifica tra 1551 e il 1573, fu incentrata sul bacino del Mediterraneo.
La sua prima carta pervenutaci, conservata presso la Bayerische Staatsbibliothek, risale al 1551, l'ultima risulta firmata nel 1602, 29 anni dopo la precedente, anche se è stato ipotizzato si tratti di lavoro compiuto anni prima e che Maggiolo ne abbia falsificato la data per convincere il governo genovese a continuare a dargli un salario, che gli risulta pagato sino al 1605. Il Museo Galileo di Firenze possiede una Carta nautica del Mar Mediterraneo, del Mar Nero e delle coste atlantiche europee datata 1565. 
Senza eredi, il nipote Cornelio, figlio di Giovanni Antonio, ne seguì le orme, ottenendo sei anni dopo la morte dello zio l'incarico di "Magister".